# Côte Léopold-et-Astrid
La côte Léopold et Astrid (67° 20′ S, 84° 30′ E) plus rarement appelée terre Léopold et Astrid est la partie de la côte de l'Antarctique située entre l'extrémité ouest de la plate - forme glaciaire ouest, à 81° 24′E, et le cap Penck, à 87° 43′E. Elle est située dans la moitié Est de la terre Princess Elizabeth. 
Elle a été découverte et explorée lors d'un vol de l'avion du navire norvégien Thorshavn le 17 janvier 1934 par le lieutenant Alf Gunnestad et le capitaine Nils Larsen. La côte a été nommée par Lars Christensen, magnat baleinier norvégien et chef de l'expédition, en l'honneur du roi Léopold et de la reine Astrid de Belgique.  